# Menkendorfer Gruppe

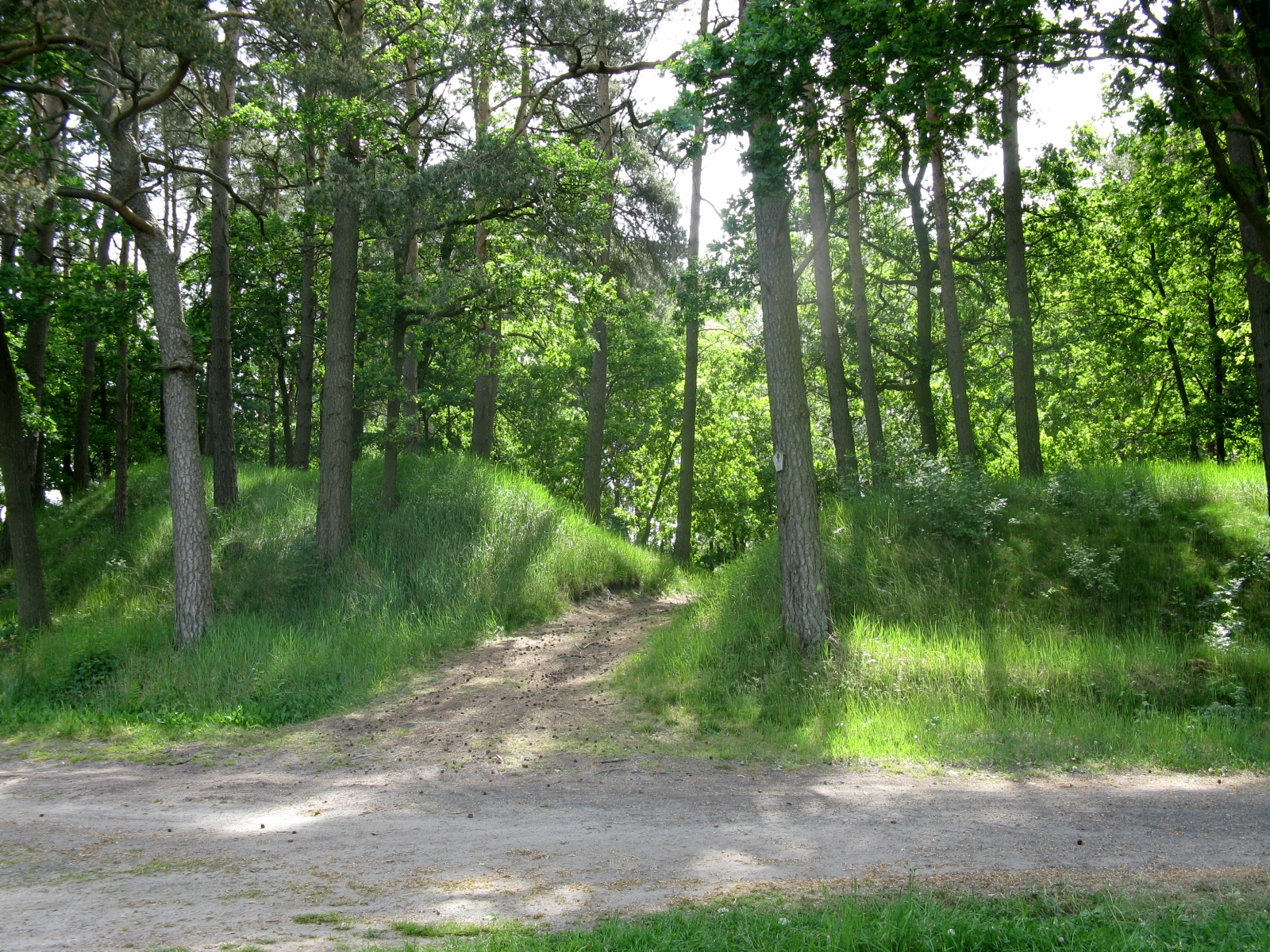
Burgwall Menkendorf

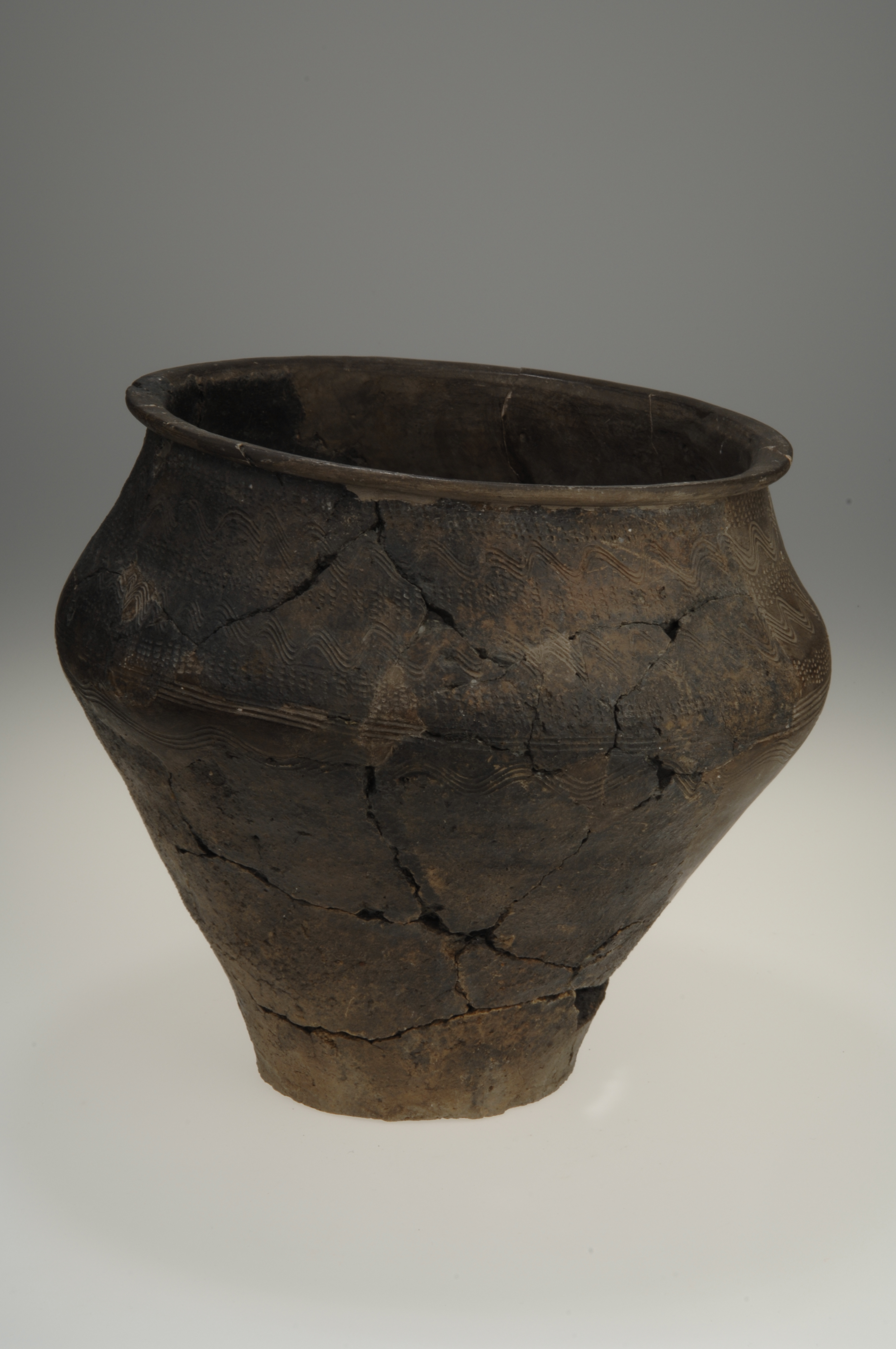
Menkendorfer Keramik, Björkö

Die Menkendorfer Gruppe war eine mittelslawische archäologische Keramikgruppe vom 9. bis 10. Jahrhundert im heutigen Mecklenburg-Vorpommern.
Sie erstreckte sich von der Mecklenburgischen Seenplatte bis zum Ostseegebiet und ist benannt nach Funden im Burgwall Menkendorf.

## Beschreibung
Die Menkendorfer Gruppe folgte im 9. Jahrhundert auf die Feldberger Gruppe und wurde abgelöst von der Teterower, Vipperower und Weisdiner Gruppe. Die Keramik war verziert und scheibengedreht. Die Bezeichnung Menkendorfer Keramik wurde vom mecklenburgischen Archäologen Ewald Schuldt in einer Typologie slawischer Keramik 1961 eingeführt. Die Siedlungen der Menkendorfer Gruppe lagen an Seen und Flüssen. Burgwälle waren von Holz-Erde-Wällen umgeben und meist Niederungsburgen. Häufig wurden Anlagen der Feldberger Gruppe weiter genutzt (Ganschendorf, Thüren, Kieve), seltener wurden neue Burgen in der Nähe bestehender Anlagen errichtet (Wolkow).
Wichtige Fundorte der der Menkendorfer Gruppe sind:
- Burgwall Groß Raden = Hauptfundort
- Burgwall Wolde
- Burgwall Kieve
- Weißer Wall Wolkow
- Burgwall Ganschendorf
- Burgwall am Thürensee
- Burgwall Katzow

Der Versuch, den Menkendorfer Keramikstil den Abodriten und die Feldberger Keramik den Wilzen zuzuordnen und die daraus abgeleitete Vorstellung einer Verdrängung der Wilzen durch die Abodriten nach Osten konnte sich nicht durchsetzen.